# Kickapoo Tribal Center
Kickapoo Tribal Center – jednostka osadnicza w Stanach Zjednoczonych, w stanie Kansas, w hrabstwie Brown.